# Chiesa di San Geminiano (Lodi)
La chiesa di San Geminiano era una chiesa parrocchiale cattolica della città italiana di Lodi, sconsacrata a fine Settecento e in seguito scomparsa.

## Storia
Le origini della chiesa di San Geminiano risalgono all'antica Lodi, nella quale era nota con il nome corrotto di San Miliano.
Distrutta la vecchia città, la chiesa fu ricostruita nella nuova Lodi, risultandone attestata come prepositura già nel 1159, solo un anno dopo la rifondazione della città.
Secondo una statistica, nel 1770 erano comprese nel territorio parrocchiale le chiese di San Cristoforo degli Olivetani, di Santa Maria degli Angeli dei Somaschi, di San Marco dei Carmelitani Scalzi e di Santa Maria del Sole dei Disciplini.
Sotto il regno di Giuseppe II il governo asburgico promosse una riforma delle circoscrizioni parrocchiali della Lombardia, che soprattutto nelle città erano giudicate troppo numerose; la parrocchia di San Geminiano, che nel 1787 contava 768 abitanti, fu così soppressa il 26 aprile 1789 e aggregata alla nuova parrocchia di Santa Maria del Sole. La chiesa fu profanata il 28 luglio successivo.

## Caratteristiche
La chiesa era posta in via Battaggio all'angolo con via monsignor Benedetti, sul lato opposto rispetto alla chiesa dell'Angelo. La facciata, rivolta a sud, prospettava su via Battaggio.
Sull'area sorge oggi una casa d'abitazione.